# Kortakkojärvi (sjö i Salla, Lappland, Finland)
Kortakkojärvi eller ryska:Ozero Kartakko-Yarvi är en sjö i Finland, på gränsen till Ryssland. Den ligger i kommunen Salla i landskapet Lappland, i den nordöstra delen av landet, 700 km norr om huvudstaden Helsingfors. Kortakkojärvi ligger 275,9 meter över havet. Arean är 55,8 hektar och strandlinjen är 4,81 kilometer lång. Sjön  ingår i Koundaälvens huvudavrinningsområde. 